# Barbara Trachte
Barbara Trachte, née le 3 mars 1981 à Schaerbeek, est une femme politique belge, membre d'Ecolo.

## Biographie
Elle est licenciée en droit de l'ULB ; DES en droit international de l'ULB, avocate. D'origine rwandaise par sa mère, une partie de la famille de celle-ci a été massacrée au cours du Génocide des Tutsis,.
Engagée très jeune auprès d'Amnesty International, elle se mobilise autour de la question du génocide rwandais et des grands débats relatifs aux droits humains à travers le monde. Juriste à l'Agence fédérale pour l'accueil des demandeurs d'asile (Fedasil) puis avocate au barreau de Bruxelles sur les matières de droit public et administratif, elle s'engage en parallèle auprès du parti Ecolo pour lequel elle est candidate aux élections fédérales puis régionales de 1999 et 2000.
Co-présidente d'Écolo j, l’organisation de jeunesse du parti Ecolo, elle est ensuite élue députée, en 2009, au Parlement de la Région de Bruxelles-Capitale et siège également au Parlement de la Communauté française de Belgique . Réélue en 2014, elle se spécialise sur les questions d’enseignement et de droits des enfants. En 2016, elle devient cheffe du groupe Ecolo au Parlement de la Fédération Wallonie-Bruxelles.
Elle a également été élue conseillère communale à Schaerbeek, commune dans laquelle elle a toujours vécu, entre 2012 et 2019.
En 2019, portée par la vague verte aux élections régionales et fédérales, Barbara Trachte est désignée Secrétaire d’État bruxelloise à la Transition économique et à la Recherche scientifique ainsi que Ministre-Présidente de la COCOF, la Commission communautaire française de la Région de Bruxelles-Capitale.

## Fonctions politiques
- Conseillère communale de Schaerbeek de 2012 à 2019[3]
- Députée bruxelloise, du 23 juin 2009 au 18 juillet 2019
- Députée du Parlement de la Communauté française, du 2 décembre 2009 au 18 juillet 2019 (remplaçant Sarah Turine)
- Secrétaire d'état à la Transition économique à la Région de Bruxelles-Capitale dans le gouvernement Vervoort III, depuis le 18 juillet 2019
- Ministre-Présidente de la COCOF, depuis le 18 juillet 2019

## Stratégie de Transition économique, (Shifting Economy)
Toute première écologiste du pays à avoir en charge le portefeuille de l’Économie, elle mène en Région de Bruxelles-Capitale une politique résolument axée sur la transition économique, dans l’optique d’aligner les objectifs économiques sur les objectifs climatiques et sociaux.
C’est dans ce contexte et afin d’accompagner cette transition, que Barbara Trachte mobilise la théorie du Doughnut (modèle économique) de Kate Raworth pour l'appliquer à la Région de Bruxelles-Capitale. En découle une stratégie de Transition économique appelée Shifting Economy qui vise à transformer de manière progressive les activités économiques bruxelloises pour que celles-ci contribuent aux défis sociaux et environnementaux.
L'une des principaux objectifs de Shifting Economy est la réorientation de l'ensemble des aides économiques publiques régionales : à l'horizon 2030, l'ensemble de celles-ci seront concentrées sur les entreprises inscrites dans une dynamique de transition.

## MissionVilles Neutres en Carbone et Intelligentes
Le 27 janvier 2022, Barbara Trachte, Secrétaire d'État bruxelloise à la Transition économique et à la Recherche scientifique, s'est réjouie de ce que la Région bruxelloise et plusieurs communes bruxelloises ont répondu à l'appel à candidature auprès de la Commission européenne pour la Mission Villes Neutres en Carbone et Intelligentes. Selon la Secrétaire d'État, si la candidature bruxelloise est acceptée elle ouvrira l'accès à des financements pour des projets liés à la transition. La Mission s'inscrira dans une démarche commune de villes européennes vers la neutralité carbone.